# Résolution 1330 du Conseil de sécurité des Nations unies
Membres permanents
- Chine
- États-Unis
- France
- Royaume-Uni
- Russie

Membres non permanents
- Argentine
- Bangladesh
- Canada
- Jamaïque
- Malaisie
- Mali
- Namibie
- Pays-Bas
- Tunisie
- Ukraine

Résolution no 1329 Résolution no 1331
La Résolution 1330 du Conseil de sécurité des Nations unies fut adoptée à l'unanimité le 5 décembre 2000. Après avoir rappelé toutes les résolutions précédentes sur l'Irak, y compris les résolutions 986 (de 1995), 1111 (en) (de 1997), 1129 (en) (de 1997), 1143 (en) (de 1997), 1153 (de 1998), 1175 (de 1998), 1210 (en) (de 1998), 1242 (de 1999), 1266 (en) (de 1999), 1275 (en) (de 1999), 1280 (en) (de 1999), 1281 (de 1999), 1293 (en) (de 2000) et 1302 (de 2000) concernant le programme pétrole contre nourriture, le Conseil a prolongé de 180 jours les dispositions relatives à l'exportation de pétrole ou de produits pétroliers irakiens en échange d'une aide humanitaire.
Le Conseil de sécurité était convaincu de la nécessité d'une mesure temporaire pour fournir une assistance humanitaire au peuple irakien jusqu'à ce que le gouvernement irakien (en) remplisse les dispositions de la résolution 687 (de 1991) et distribue également l'aide dans tout le pays.
Agissant en vertu du Chapitre VII de la Charte des Nations unies, le Conseil a prorogé le programme Pétrole contre nourriture pour une période supplémentaire de six mois commençant à 00h01 HET le 6 décembre 2000. Le produit des ventes de pétrole et d'autres transactions financières serait alloués en priorité dans le cadre des activités du Secrétariat, dont 13% seraient utilisés aux fins mentionnées dans la résolution 986. Le Conseil envisageait de permettre le retrait de 15 millions de dollars du compte séquestre pour le paiement des arriérés de la contribution de l'Irak au budget des Nations unies. Des fonds jusqu'à 600 millions d'euros déposés sur le compte séquestre pouvaient également être utilisés pour financer des équipements et des pièces de rechange pour l'industrie pétrolière afin d'augmenter la production, sous réserve de l'approbation du Conseil. Dans le même temps, l'argent alloué à la Commission d'indemnisation des Nations unies a été ramené de 30% à 25%.
La résolution appelait tous les États à continuer de coopérer pour la présentation rapide des demandes et la délivrance de licences d'export, ce qui faciliterait le transit des fournitures humanitaires. Il a également appelé les pays à prendre toutes les mesures appropriées pour que les fournitures humanitaires parviennent au peuple irakien le plus rapidement possible. En outre, le gouvernement irakien a été invité à mener des enquêtes sur les décès d'employés de l'Organisation des Nations Unies pour l'alimentation et l'agriculture.
Enfin, le Secrétaire général Kofi Annan a été prié d’établir un rapport avant le 31 mars 2001 concernant l’utilisation de voies d’exportation supplémentaires pour le pétrole.